# Fabijan Svalina
Fabijan Svalina (Đakovo, 7. studenoga 1971.) prelat je Katoličke Crkve i trenutačni biskup srijemski.

## Životopis
Fabijan Svalina rođen je 7. studenoga 1971. godine u Đakovu od oca Mirka i majke Lucije rođ. Poljičak. Djetinstvo i osnovno školovanje završio je u Satnici Đakovačkoj. Srednju školu, Bogoslovno sjemenište i Katolički bogoslovni fakultet pohađao je u Đakovu, te je 1997. godine diplomirao. Za svećenika Đakovačke ili Bosanske i Srijemske biskupije zaređen je 29. lipnja 1997. godine u katedrali – manjoj bazilici sv. Petra u Đakovu.
Nakon ređenja obnašao je pastoralnu službu župnog vikara u Župi Uzvišenja sv. Križa u Osijeku - Retfala, potom od 1998. do 2004. odgojitelj – prefekt u Međubiskupijskom sjemeništu na Šalati u Zagrebu. Od 2004. do 2010. godine obnašao je u Đakovu službe tajnika Biskupskog ordinarijata, kancelara Nadbiskupskog ordinarijata i voditelja nadbiskupijskog Tiskovnog ureda. U više mandata bio je član Prezbiterskoga vijeća i član Zbora savjetnika.
Na Izvanrednom plenarnom zasjedanju Hrvatske biskupske konferencije (HBK)  u Zagrebu 25. siječnja 2010. izabran je za zamjenika generalnog tajnika HBK. Na toj službi bio je do siječnja 2017. godine.
U srpnju 2010. Imenovan je za v.d. ravnatelja Hrvatskog Caritasa, a potom, 2012. godine, i ravnateljem te ustanove HBK na čijem je čelu i danas.
Početkom 2011. godine imenovan je u Odbor HBK za organizaciju dolaska Svetoga Oca Benedikta XVI. u Hrvatsku te mu je, između ostalog, povjerena koordinacija susreta Svetog Oca s predstavnicima civilnog društva, akademske zajednice, kulture, poduzetnika, diplomatskog zbora i s poglavarima vjerskih zajednica u Hrvatskom narodnom kazalištu. 2011. godine imenovan je članom – supredsjedateljem Mješovitog povjerenstva Republike Hrvatske i Hrvatske biskupske konferencije za izradu popisa oduzete imovine Katoličkoj Crkvi za vrijeme komunističke vladavine.
Odlukom hrvatskih biskupa od 2017. godine postaje ravnateljem Hrvatske katoličke mreže (HKM) u koju je integriran Hrvatski katolički radio, Informativna katolička agencija, novi mediji i mrežna stranica HKM-a.
Hrvatski Caritas vodi u vrijeme nekoliko velikih nacionalnih žurnih projekata pomoći stradalima od prirodnih nepogoda i kriza izazvanih ljudskim faktorom; tako 2014. godine inicira pomoć stradalom stanovništvu od poplava u Hrvatskoj, Bosni i Hercegovini i Republici Srbiji; 2015. mobilizira mrežu Caritasa za pomoć u migrantskoj krizi, a 2020. godine nakon razornih potresa u Zagrebu i na Banovini aktivno provodi projekte HBK stambenom i socijalnom u zbrinjavanju stanovništva. 2021. godine inicijator je pregovora s predstavnicima Vlade Republike Hrvatske o provedbenom ugovoru za Hrvatski Caritas i dijecezanske Caritase.
Kapelanom Njegove Svetosti imenovan je 30. travnja 2012.
Dana 7. listopada 2021., na spomendan BDM od Krunice istodobno u 12:00 sati u Vatikanu, Zagrebu (sjedištu Hrvatske biskupske konferencije), nadbiskupskom ordinarijatu u Đakovu i sjedištu Srijemske biskupije u Srijemskoj Mitrovici objavljena vijest kojom je Sveti Otac papa Franjo imenovao mons. Fabijana Svalinu biskupom koadjutorom Srijemske biskupije s posebnim ovlastima.
Dana 21. studenoga 2021. zaređen je za biskupa u katedrali sv. Dimitrija u Srijemskoj Mitrovici. Glavni zareditelj bio je mons. Paul Richard Gallagher, tajnik za odnose s državama pri Svetoj Stolici, a suzareditelji mons. Đuro Hranić, đakovačko osječki nadbiskup i mons. Đuro Gašparović, srijemski biskup.